# Cută (geologie)

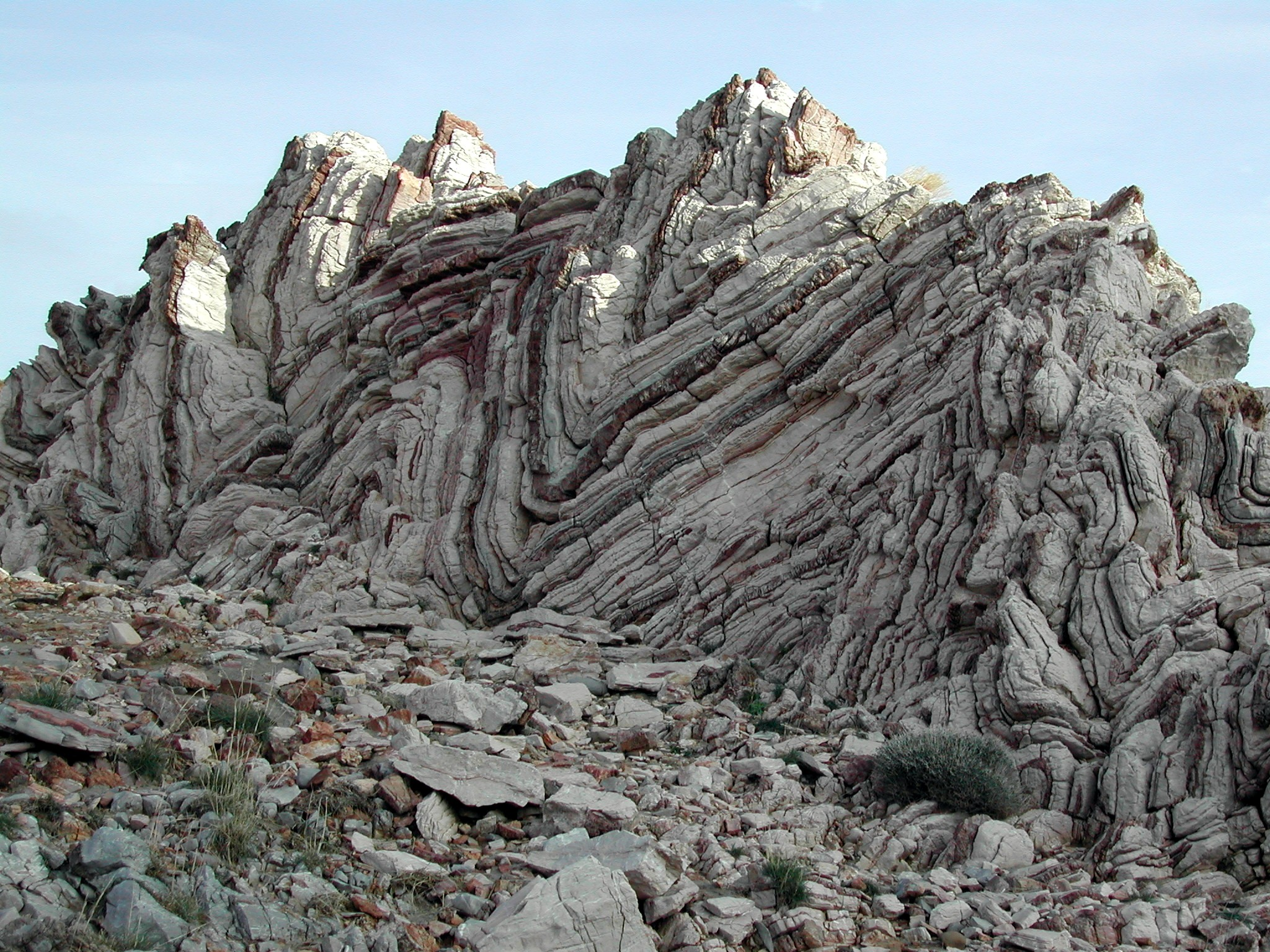
Cutarea stratelor de roca

Cuta este forma ondulată a stratelor de roci, creată de mișcările teconice.
O cută este formată dintr-o parte boltită numită anticlinal și o parte scobită denumită sinclinal.
Cutarea este procesul tectonic realizat de mișcările orogenetice în geosinclinale, având ca rezultat ondularea straturilor de rocă.